# هنري جيرمان
هنري جيرمان (بالفرنسية: Henri Germain)‏ هو مصرفي وسياسي فرنسي، ولد في 19 فبراير 1824 في ليون في فرنسا، وتوفي في 2 فبراير 1905 في باريس في فرنسا. انتخب رئيس general council of Ain ‏ (1871 – 1883) وانتخب نائب فرنسي أين (23 مايو 1869 – 14 أكتوبر 1893).